# شركة بنان العقارية
شركة بنان العقارية هي شركة مساهمة عامة سعودية، تعمل في مجال إدارة وتأجير العقارات المملوكة والمؤجرة.

## التاريخ
تأسست بموجب شهادة السجل التجاري رقم (1010207597) بتاريخ 24-02-1426هـ الموافق 03-04-2005م والصادر من مدينة الرياض. برأس مال المصرح به (200,000,000) ريال سعودي.
وصلت أرباح الشركة إلى 23.6 مليون ريال سعودي في عام 2021، مقارنة بـ 16.5 مليون ريال في عام 2020.

## وصلات خارجية
- موقع الشركة
- دار الأركان على موقع زوايا
- دار الأركان في سوق الأسهم السعودية
- مشروع شمس الرياض